# 東京アポロシアター
東京アポロシアター（とうきょうアポロシアター、英: Tokyo Apollo Theater）は、東京都世田谷区松原5丁目にある、小規模な民営劇場。旧称はブローダーハウス。
1階が展覧会等が行われる展示スペース、2階が演劇等が行われる劇場スペース、3階が楽屋となっている。

## 概要
2006年にオーナーである荒木明子が開業した劇場。
1階の「静の空間」では書道や、模型、写真などの展示会が行われている。また、販売することも可能でフリーマーケットなども開催されている。
2階の「動の空間」では演劇や、音楽、コントなどの舞台が行われている。「動の空間」が利用されるときは1階の「静の空間」はロビーとなる。「動の空間」の客席数は30 - 50席。舞台、観客設備は充実している。
3階は演者の楽屋となっている。
2007年よりブローダーハウス企画として、新潟より越後瞽女唄伝承者である萱森直子を招き「ごぜ唄が聞こえる」の公演を毎年2月に実施していた（2019年まで）。
2021年より2代目代表として、舞台部高橋清志（初代代表である荒木明子はオーナー職へ）が就任し若返りを図る。
2022年4月閉館。
2022年5月。東京アポロシアターと名称を変更し再始動。

## スタッフ
荒木明子
オーナー・相談役
高橋清志
代表責任者・舞台部主任
辰巳次郎
舞台部・相談役
丸山晴輝
舞台部・経理
西洋祐
舞台部・施設管理
川野貴信
舞台部・施設管理
森谷曜市郎
舞台部・施設管理
塚本広子
舞台部・施設管理

## アクセス
- 京王井の頭線
  - 東松原駅 徒歩1分
  - 新代田駅 徒歩9分
  - 明大前駅 徒歩11分
- 小田急小田原線梅ヶ丘駅 徒歩11分